# Église Saint-Jacques de Hambourg
L'église Saint-Jacques de Hambourg est une église protestante située dans la ville de Hambourg en Allemagne.
Elle se distingue par sa tour qui atteint 125 m  ce qui en fait l'une des dix plus hautes tours d'église allemandes.

## Historique
La construction a commencé au Moyen Âge en 1340. La tour qui surmontait l'édifice a été détruite dans les bombardements de 1944. Une nouvelle tour a pris la place en 1963 suivant les plans de l'agence Hopp & Jägeer.